# Roazhon Park
Il Roazhon Park, già Stade de la Route de Lorient, è uno stadio di calcio nella città di Rennes che ospita le partite casalinghe del Rennes.
Il record di affluenza per una partita fu registrato il 20 agosto 2005 in occasione della partita di Ligue 1 tra Rennes e Marsiglia (1-1) con 29.490 spettatori. Tra il 1999 e 2004 sono stati effettuati dei lavori di ammodernamento. Il nuovo stadio è stato inaugurato con la partita tra Francia e Bosnia-Erzegovina (1-1) il 16 settembre 2004.